# Nino Rota
Giovanni Rota Rinaldi (Milán; 3 de diciembre de 1911 - Roma; 10 de abril de 1979), más conocido como Nino Rota, fue un compositor italiano de música clásica y cinematográfica.

## Biografía

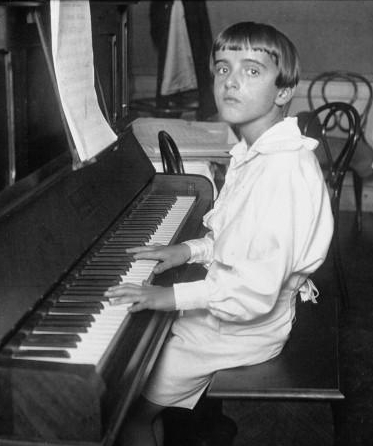
Rota en 1923.

Altamente dotado, Rota estudió con Alfredo Casella y Ildebrando Pizzetti, entre otros. Profesor del Liceo Musical de Bari desde 1939, del que llegaría a ser director, desarrolló una doble carrera como compositor de bandas sonoras de cine y compositor de música clásica. Ganó una beca y estudió en el Curtis Institute of Music de Filadelfia. Fue maestro del director Riccardo Muti.
El estilo de Rota, neorromántico, queda inscrito plenamente dentro de la tonalidad, bien acorde con su don innato de melodista.
Escribió música para piano, música de cámara y música sinfónica, dejando tres sinfonías y varios conciertos, de entre los que se destacan su famoso Divertimento Concertante para contrabajo y orquesta (dedicado al gran solista Franco Petracchi) y su Concierto para trombón. Destacó igualmente como compositor de escena, siendo el autor de varias óperas.
Murió en Roma el 10 de abril de 1979 a la edad de 67 años debido a una trombosis coronaria.

## Obras

### Óperas
- Il principe porcaro (El príncipe de pocaro)

, 1926). Primera obra para la escena lírica, escrita con solo trece años de edad.
- Ariodante (1938-1941)
- Torquemada (1943)
- I due timidi (Los dos tímidos, 1950)
- Il cappello di paglia di Firenze (El sombrero de paja de Florencia, estreno mundial, 1955). Basado en el vaudeville de  Eugène Labiche.
- Scuola di guida (1959)
- La notte di un nevrastenico (La noche de un neurasténico, 1959)
- Lo scoiattolo in gamba (1959)
- Aladino e la lampada magica (Aladino y la lámpara maravillosa), fábula lírica en tres actos y 11 cuadros de Vinci Verginelli (basado en Las mil y una noches) (1963-1965). Estreno absoluto en el Teatro de San Carlos de Nápoles, 1968
- La visita meravigliosa (La visita maravillosa, 1965-1969). Con libreto basado en el relato de H. G. Wells The Wonderful Visit, de 1895. Estrenada en el Teatro Massimo de Palermo el 6 de febrero de 1970.
- Napoli milionaria! (¡Nápoles millonaria!, 1973-1977). Una de las más importantes óperas nacionales, inspirada en la redacción teatral de Eduardo de Filippo.

### Músico de su casa
Rota es mayormente conocido y recordado sobre todo por ser el encargado de la música de las películas del director de cine Federico Fellini. Su música suele ser delicada y marcadamente romántica, destacando especialmente sus secciones de madera y cuerda. También dominó a la perfección la composición para voz. Sus bandas sonoras de La Strada, La dolce vita, Ocho y Medio, Amarcord y Casanova rivalizan en fama con las que compuso para Luchino Visconti (El gatopardo, entre otras), Lina Wertmüller (Amor y Anarquía), René Clement (A pleno sol) y para Romeo y Julieta de Franco Zeffirelli. En esta última película es especialmente famosa la balada "A Time for Us", luego versionada por múltiples cantantes y orquestas.
La partitura de Nino Rota de El padrino fue candidata al Óscar en 1972, pero la Academia dio el premio a La huella de John Addison debido a que la música de Rota había sido utilizada en otra película: Fortunella (1958). 
La música de El padrino II, compuesta por Nino Rota junto a la aportación de Carmine Coppola, padre de Francis Ford Coppola, sería candidata al Óscar dos años después, premio que esta vez sí ganaría. Nino Rota no sobreviviría para presenciar la tercera y última entrega de El padrino en 1990.

### Filmografía parcial
- 1933 - Treno popolare, de Raffaello Matarazzo
- 1943 - Zazà, de Renato Castellani
- 1947 - Daniele Cortis, de Mario Soldati
- 1948 - Sin piedad (Senza pietà), de Alberto Lattuada
- 1951 - Anna, de Alberto Lattuada
- 1951 - Due soldi di speranza, de Renato Castellani
- 1952 - El jeque blanco (Lo sceicco bianco), de Federico Fellini
- 1953 - Los inútiles (I vitelloni), de Federico Fellini
- 1954- Estrella de la India, de Arthur Lubin
- 1954 - La Strada, de Federico Fellini
- 1955 - Almas sin conciencia (Il bidone), de Federico Fellini
- 1956 - Las noches de Cabiria (Le notti di Cabiria), de Federico Fellini
- 1956 - Guerra y paz (War and Peace), de King Vidor
- 1957 - Noches blancas (Le notti bianche), de Luchino Visconti
- 1959 - La gran guerra (La grande guerra), de Mario Monicelli
- 1959 - La dolce vita, de Federico Fellini
- 1959 - A pleno sol (Plein soleil), de René Clément
- 1960 - Rocco y sus hermanos (Rocco e i suoi fratelli), de Luchino Visconti
- 1962 - Boccaccio 70; también aportaron música Armando Trovaioli y Piero Umiliani
- 1962 - El hombre que no quería ser santo (The Reluctant Saint), de Edward Dmytryk
- 1963 - 8½ o Fellini 8 ½ (Otto e mezzo), de Federico Fellini
- 1963 - El gatopardo (Il gattopardo), de Luchino Visconti
- 1965 - Giulietta de los espíritus (Giulietta degli spiriti), de Federico Fellini (CAM EPC 474623 2)
- 1968 - Romeo y Julieta (Romeo and Juliet), de Franco Zeffirelli
- 1969 - Satiricón (Satyricon), de Federico Fellini
- 1970 - Waterloo, de Sergei Bondarchuk
- 1970 - Los payasos (I Clowns), de Federico Fellini
- 1972 - Roma o Roma de Fellini (Roma), de Federico Fellini
- 1972 - El padrino (The Godfather), de Francis Ford Coppola
- 1973 - Amarcord, de Federico Fellini
- 1973 - Film d'amore e anarchia, de Lina Wertmüller
- 1974 - El padrino II (The Godfather Part Two), de Francis Ford Coppola; también aportó música Carmine Coppola; Óscar a la mejor música
- 1974 - The Abdication, de Anthony Harvey
- 1976 - Casanova, de Federico Fellini
- 1978 - Ensayo de orquesta (Prova d'orchestra), de Federico Fellini
- 1978 - Muerte en el Nilo (Death on the Nile), de John Guillermin
- 1979 - Huracán (Hurricane), de Jan Troell

## Premios y distinciones
Premios Óscar
| Año  | Categoría                   | Película      | Resultado |
| ---- | --------------------------- | ------------- | --------- |
| 1975 | Mejor banda sonora original | El Padrino II | Ganador   |